# Jan Tratnik
Jan Tratnik (Ljubljana, 23 de febrer de 1990) és un ciclista eslovè, professional des del 2009 i actualment a l'equip Red Bull-Bora-Hansgrohe. Les seves principals victòries han estat al Campionat d'Europa en ruta de 2012, el Campionat nacional de contrarellotge el 2015, 2018, 2021 i 2022, i el de ruta el 2016. El 2020 guanyà una etapa al Giro d'Itàlia. El 2024 guanyà l'Omloop Het Nieuwsblad després d'imposar-se en els metres finals al seu company d'escapada, l'alemany Nils Politt.

## Palmarès
- 2010
  - 1r al Gran Premi della Liberazione
- 2012
  - Campió d'Europa en ruta
- 2015
  -  Campió d'Eslovènia en contrarellotge
  - 1r al Gran Premi Südkärnten
  - 1r al East Bohemia Tour i vencedor d'una etapa
  - Vencedor d'una etapa a la Volta a Hongria
- 2016
  -  Campió d'Eslovènia en ruta
  - 1r al East Bohemia Tour i vencedor d'una etapa
  - Vencedor d'una etapa a la Volta a Eslovàquia
- 2017
  - 1r a la Volta a Eslovàquia i vencedor d'una etapa
- 2018
  -  Campió d'Eslovènia en contrarellotge
  - 1r a la Volta Limburg Classic
  - Vencedor d'una etapa a la Setmana Internacional de Coppi i Bartali
  - Vencedor d'una etapa a la Szlakiem Grodów Piastowskich
- 2019
  - Vencedor d'una etapa al Tour de Romandia
- 2020
  - Vencedor d'una etapa al Giro d'Itàlia
- 2021
  -  Campió d'Eslovènia en contrarellotge
- 2022
  -  Campió d'Eslovènia en contrarellotge
- 2024
  - 1r a l'Omloop Het Nieuwsblad

### Resultats al Giro d'Itàlia
- 2017. 106è de la classificació general
- 2020. 62è de la classificació general. Vencedor d'una etapa
- 2021. 70è de la classificació general
- 2022. Abandona (3a etapa)

### Resultats al Tour de França
- 2019. 93è de la classificació general
- 2022. 72è de la classificació general
- 2024. 64è de la classificació general

### Resultats a la Volta a Espanya
- 2023. 38è de la classificació general